# Église de Metekhi
L’église de la Dormition de la Vierge de Metekhi (en géorgien : მეტეხის ღვთისმშობლის შობის ტაძარი, metexis ḡvt'ismšoblis šobis tajari) est une église orthodoxe géorgienne située en surplomb de la Mtkvari (rive droite) en face de la vieille ville de Tbilissi.

## Histoire
L'église s'élève sur le lieu où Tbilissi aurait été fondé par Vakhtang Ier et remonte à l'an 455. Détruite en 1235 lors de l'invasion mongole elle est reconstruite en 1289 sous le règne de Démétrius II. Elle faisait partie de la forteresse royale dont les fortifications ont été détruites en 1937.
À l'époque soviétique l'église sert de théâtre. Elle est rendue au culte en 1988.
L'église à croix inscrite occupe une superficie de 20 × 16 mètres et a conservé son apparence initiale. Elle abrite le tombeau de Sainte Chouchanik.

## Liens
1. ↑  (de) Reiseskizzen aus Georgien : Tiflis, vol. 23, Stuttgart, Tübingen, coll. « Das Ausland: Wochenschrift für Länder- u. Völkerkunde », 1850 (lire en ligne), p. 42.
2. ↑  (de) Vaxtang Beriże et Edith Neubauer, Die Baukunst des Mittelalters in Georgien, Vienne, Munich, Anton Schroll & Co, 1981, 251 p. (ISBN 9783703105319), p. 133.
3. ↑  (ru) P. Iosselian, Древніе памятники Тифлиса, vol. 5, Saint-Pétersbourg, coll. « Журналъ министерства внутреннихъ дѣлъ »,‎ 1844 (lire en ligne), p. 104.